# David Brin
Glen David Brin (ur. 6 października 1950) – amerykański pisarz science fiction.

## Życiorys
Urodził się w Glendale w Kalifornii. Z wykształcenia jest astrofizykiem, pracował dla NASA jako profesor fizyki. Mieszka w południowej Kalifornii. Zdobywca zarówno Hugo jak i Nebula (oprócz powieści także Hugo za opowiadanie The Crystal Spheres w 1985). Jego rodzina pochodzi z Polski (okolice Konina).

## Twórczość

### CyklWspomaganie
- Trylogia Gwiezdny przypływ:

1. Słoneczny nurek (Sundiver, 1980)
2. Gwiezdny przypływ (Startide Rising, 1983, Nebula i Hugo)
3. Wojna wspomaganych (The Uplift War, 1987, Hugo)

- Trylogia Burza wspomaganych (The Uplift Storm Trilogy):

1. Rafa jasności (Brightness Reef, 1995)
2. Brzeg nieskończoności (Infinity's Shore, 1996)
3. Przestwór nieba (Heaven's Reach, 1998)

### CyklFundacja
- Tryumf Fundacji (Foundation's Triumph, 1999) (kontynuacja cyklu Fundacja Isaaca Asimova)

### CyklColony High
- Sky Horizon (2007)

### Inne powieści
- Stare jest piękne (The Practice Effect, 1984)
- Listonosz (The Postman, 1985) (powieść została zekranizowana pod tytułem Wysłannik przyszłości z Kevinem Costnerem w roli tytułowej)
- Heart of the Comet (1986, razem z Gregorem Benfordem)
- Earth (1990)
- Glory Season (1993)
- Kil'n People (2002)
- Existence (2012)

### Powieści graficzne
- Forgiveness (2002) (razem z Scottem Hamptonem) (powieść graficzna osadzona w świecie Star Trek: Następne pokolenie)
- The Life Eaters (2004) (razem z Scottem Hamptonem)
- Tinkerers (2010)

### Zbiory opowiadań
- The River of Time (1986)
- Otherness (1994)
- Tomorrow Happens (2003)

### Różne
- The Transparent Society: Will Technology Force Us to Choose Between Privacy and Freedom? (1987) (przemyślenia na temat inwigilacji społeczeństwa)
- Extraterrestrial Civilization (1989) (razem z Thomasem B.H. Kuiperem) (zbiór esejów dotyczący życia pozaziemskiego)
- Contacting Aliens: An Illustrated Guide to David Brin's Uplift Universe (2002) (razem z Kevinem Lenaghem) (ilustrowany przewodnik po świecie Wspomagania)
- King Kong Is Back!: An Unauthorized Look at One Humongous Ape! (2006) (zbiór esejów o King Kongu)
- Star Wars On Trial: Science Fiction and Fantasy Writers Debate the Most Popular Science-fiction Films of All Time (2007) (razem z Matthew Stoverem) (zbiór esejów na temat filmów z serii Gwiezdne wojny)
- Through Stranger Eyes (2008) (zbiór esejów, recenzji, wstępów do książek itp.)